# Chianti (vino)
Il Chianti è un vino storico toscano. Sul mercato vi sono due denominazioni DOCG create a sua tutela, il Chianti e Chianti Classico.

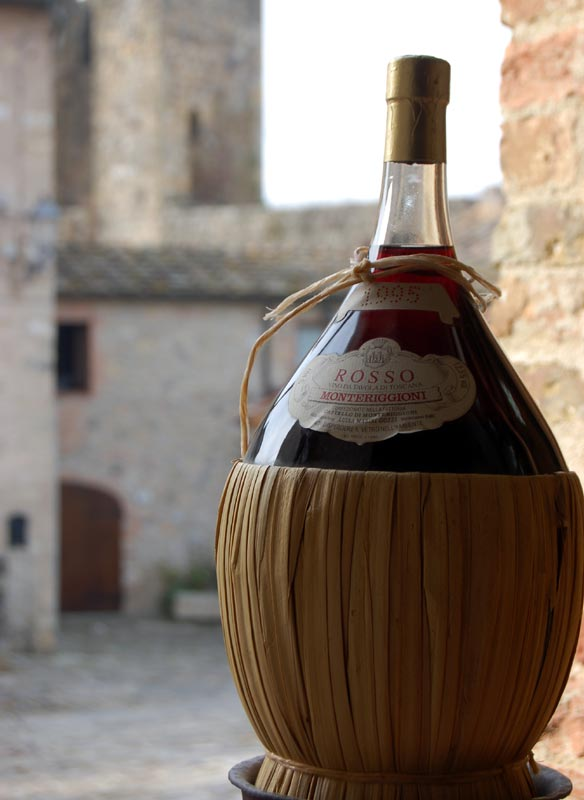
Una bottiglia di comune vino da tavola toscano nella tipologia del tradizionale Fiasco usato anticamente per il Chianti

## Storia

### Il nome
Il nome Chianti deriva dall'omonima zona geografica toscana e non ha un etimo chiaro, ma da molti studiosi è stato ricondotto a un'origine etrusca. Si pensa che possa derivare da un nome personale etrusco clante o clanti. Altri studiosi pensano a un idronimo etrusco.
Nella zona collinare del Chianti avevano notevole estensione le aree boscose e pascolative, ma oggi il territorio originario è prevalentemente coltivato a vigneto, anche oltre l'area di produzione dei DOCG Chianti e Chianti Classico.

### Le prime produzioni
Molte dispute si sono accese per stabilire a quando risalgano le prime produzioni di Chianti; la più antica menzione proviene da un atto di donazione del 790 riferito alla Badia di San Bartolomeo di Ripoli. Dall'atto di donazione si passa, con un salto di molti secoli, ai documenti dell'archivio Datini (1383-1410) di Prato, dove viene anche usato per la prima volta il termine "Chianti" per designare un tipo speciale di vino nella corrispondenza con Ser Lapo Mazzei del 1398.
Una fra le più remote citazioni della parola "Chianti" riferita al vino sembra quella apparsa nella sacra rappresentazione di S. Antonio sulla fine del Quattrocento o dei primi anni del Cinquecento. Nonostante le rare apparizioni quattrocentesche e cinquecentesche del termine, la denominazione corrente restò ancora per parecchio tempo riferita al nome di "vermiglio" o di "vino di Firenze". Solo nel Seicento, con l'intensificarsi del commercio e delle esportazioni, il nome della regione verrà usato anche per il prodotto enoico del territorio.

### La famiglia dei Medici

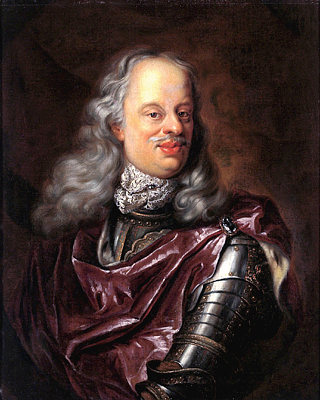
Nel 1716 Cosimo III de' Medici, registrò i primi confini ufficiali della regione del Chianti in quella che oggi fa parte della DOCG Chianti Classico.

Il grande sviluppo della viticoltura si è avuto con la famiglia dei Medici, Signori di Firenze, del contado e, dal Cinquecento, Granduchi di Toscana. Già nella seconda metà del Quattrocento, Lorenzo dei Medici, nel Simposio e nella Canzone di Bacco, illustra un clima popolaresco, dove il vino è l'essenza di un teatro di arguzie e banalità, al limite grottesco.
Il 24 settembre 1716 a Firenze il Granduca Cosimo III de' Medici emanò il Bando Sopra la Dichiarazione dé Confini delle quattro Regioni Chianti, Pomino, Carmignano, e Val d'Arno di Sopra, nel quale venivano specificati i confini delle zone entro le quali potevano essere prodotti i vini citati (in pratica una vera e propria anticipazione del concetto di Denominazione di Origine Controllata), ed un Decreto con il quale istituiva una Congregazione di vigilanza sulla produzione, la spedizione, il controllo contro le frodi ed il commercio dei vini (una sorta di progenitore dei Consorzi).

### Sotto il Regno d'Italia

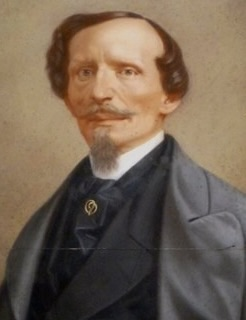
Bettino Ricasoli

Il Barone Bettino Ricasoli favorì l'introduzione di speciali tecniche di vinificazione, quali quella del "governo", utilizzando uve "colorino", preventivamente appassite su stuoie di canne (cannicci). La pratica del "governo", conferisce al vino un più elevato tenore di glicerina e ne risulta una maggiore rotondità di "beva", che lo rende adatto ad accompagnarsi ai piatti tipici toscani, quali salumi, arrosti, carne alla griglia, ecc.
Nel 1870, Ricasoli, scriveva al professor Studiati dell'Università di Pisa: "il vino riceve dal Sangioveto (nome locale del Sangiovese) la dose principale del suo profumo e una certa vigoria di sensazione; dal Canaiolo l'amabilità che tempra la durezza del primo senza togliergli nulla del suo profumo, per esserne pur esso dotato; la Malvasia tende a diluire il prodotto delle prime due uve, ne accresce il sapore e lo rende più leggero e più prontamente adoprabile all'uso della tavola quotidiana".

### Nel Novecento
Nel 1932 il Governo italiano decide di ampliare notevolmente la zona di produzione del vino Chianti. La zona di produzione della denominazione di origine controllata e garantita “Chianti” corrisponde a quella prevista dal D.M. 31 luglio 1932 (G.U. 209 del 9 settembre 1932), ampliata dal D.P.R. n. 9 agosto 1967 (G.U. n. 217 del 30 agosto 1967) ed integrata infine con la delimitazione della sottozona “Montespertoli” costituita con D. M. 8 settembre 1997 e ricadente tutta nel territorio dell'omonimo comune in Provincia di Firenze.
Dopo l'entrata in vigore del disciplinare del 1967 inizia la rilevazione dei prezzi al quintale: la quotazione media annua del vino, secondo i dati dei prezzi all'ingrosso delle Camere di Commercio della Toscana, passa da £13.000 del 1967 al £25.285 del 1977.

## L'evoluzione degli uvaggi

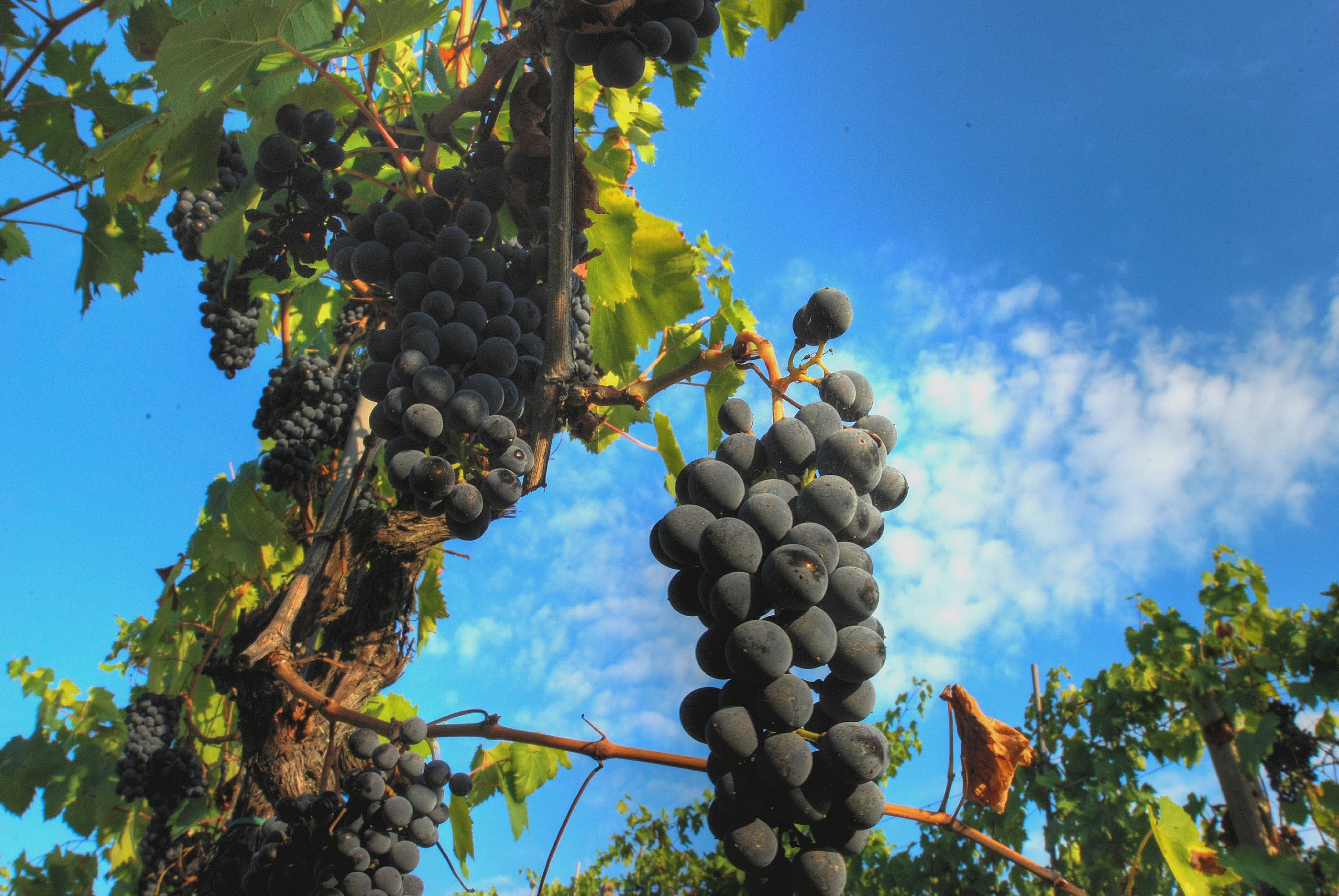
Grappoli di Sangiovese

Fino a tutto il 1700 il vino della zona enologica del Chianti veniva prodotto utilizzando solo le uve del vitigno sangiovese; dai primi anni dell'Ottocento si iniziò ad applicare la pratica di mescolare varietà diverse di uve per migliorare la qualità del vino prodotto (uvaggio).
In quel periodo vennero sperimentate varie miscele, ma fu il Barone Bettino Ricasoli intorno al 1840 a divulgare la composizione da lui ritenuta più idonea per ottenere un vino rosso piacevole, frizzante e di pronta beva e che sarebbe poi diventata la base della composizione ufficiale del vino Chianti: 70% di Sangioveto (denominazione locale per il Sangiovese), 15% di Canaiolo, 15% di Malvasia; e l'applicazione della pratica del governo all'uso Toscano; tale formula, alla quale successivamente vennero aggiunti anche due vitigni a bacca bianca, il Trebbiano e la Malvasia bianca lunga, vengono utilizzati ancora oggi, seppur in via minoritaria come uvaggio. La maggior parte dei produttori utilizza oggi o solo sangiovese o sangiovese con l'aggiunta di piccole quantità di merlot e/o di cabernet sauvignon.

## I consorzi di tutela
Nel 1924 un gruppo di 33 produttori fonda il Consorzio per la difesa del vino Chianti e della sua marca di origine, limitando la pertinenza alla zona definita nel 1716 dal Granduca di Toscana, zona successivamente designata con l'appellativo “Classico” e con l'immagine del Gallo Nero. Con lo stesso obiettivo, il 22 febbraio 1927, prende vita anche il Consorzio Vino Chianti per iniziativa di un gruppo di 30 viticoltori fiorentini, animati da spirito innovativo e imprenditoriale.
I due consorzi (Classico e Chianti) hanno condiviso un importante pezzo di storia attraverso diverse tappe con l'evoluzione delle normatve e dei disciplinari.

## Zone di produzione

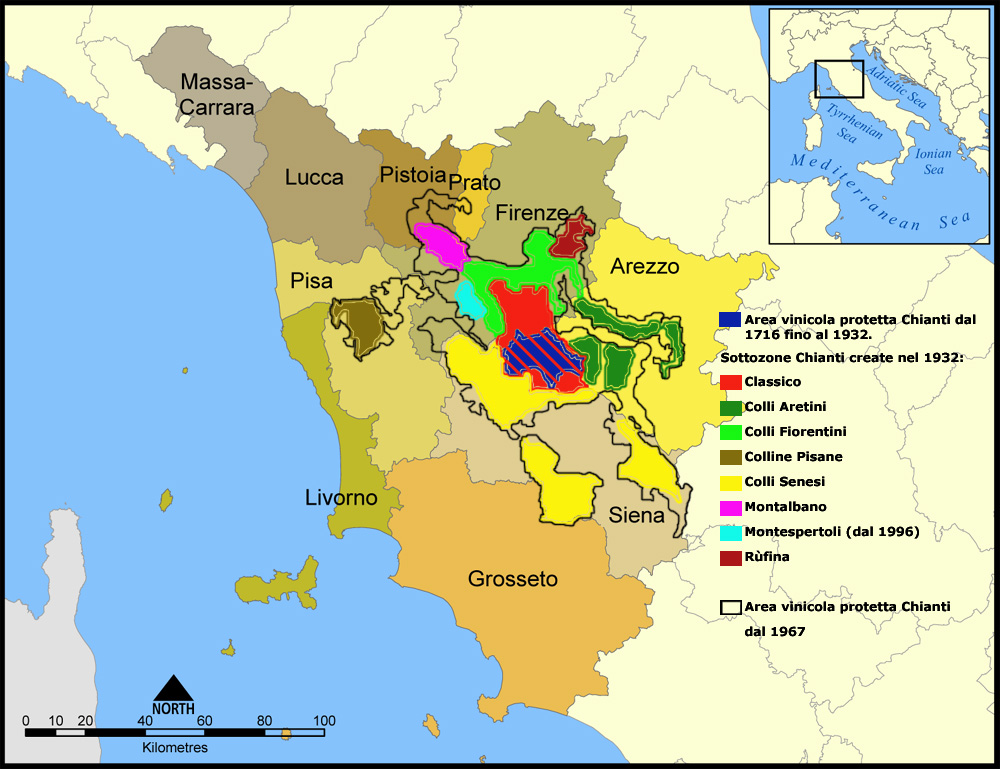
Sottozone Chianti

La zona vinicola del Chianti DOCG si estende in buona parte della Toscana centrale e comprende in tutto o in parte le province di: Firenze, Siena, Arezzo, Pisa, Pistoia e Prato e all'incirca circonda la zona dell'altro DOCG del vino Chianti, il Chianti Classico.
Al giorno d'oggi l'uso della denominazione semplice di Chianti per indicare entrambe le zone non è corretto a livello enologico e merceologico.

## Denominazioni di origine
DOCG Chianti
Tipologie: Chianti, Chianti Superiore

Sottozone: Chianti Colli Aretini, Chianti Colli Fiorentini, Chianti Colline Pisane, Chianti Colli Senesi, Chianti Montalbano, Chianti Montespertoli, Chianti Rufina
DOCG Chianti Classico

## Nella cultura popolare

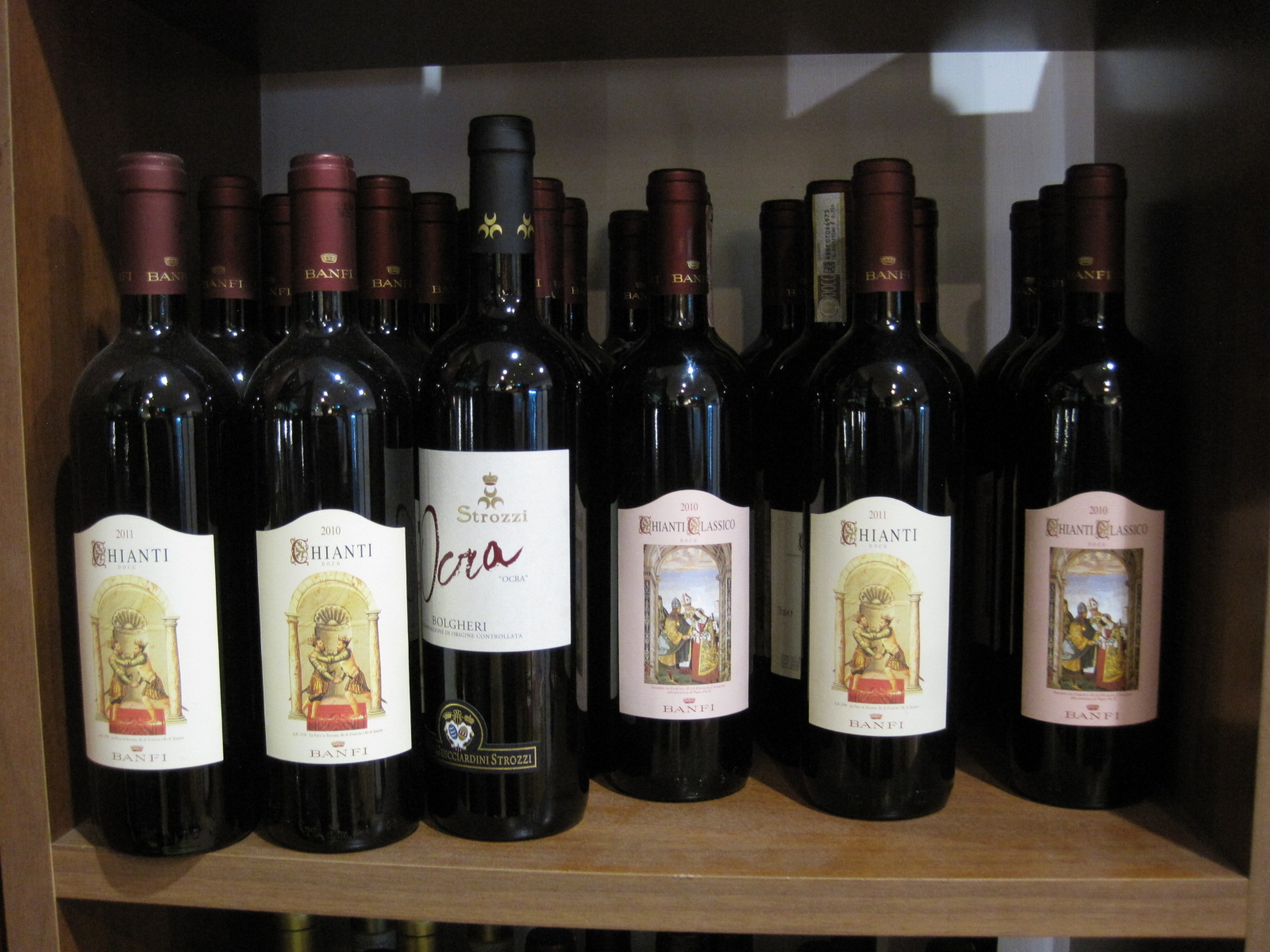
Bottiglie di Chianti e Chianti Classico

Il vino Chianti spesso compare e/o viene citato sul piccolo e grande schermo:
- Nella serie cult di Netflix Stranger Things il protagonista dice al maitre di un ristorante di lusso: "Penso che berremo anche una bottiglia di vino rosso... com'è il vostro "Cianti"?". "Il nostro Chianti è molto buono, mediamente corposo, con un accenno di ciliegia".
- In A 007, dalla Russia con amore (1963) James Bond, interpretato da Sean Connery, riesce a smascherare una spia tradita dall'aver ordinato un piatto di pesce accompagnato da un bicchiere di Chianti, abbinamento che nessun vero gentleman avrebbe mai fatto.
- In Il silenzio degli innocenti Hannibal Lecter racconta: "Uno che faceva un censimento una volta cercò di interrogarmi. Mi mangiai il suo fegato, con un bel piatto di fave, ed un buon Chianti..."
- È citato nel film Il Diavolo veste Prada con Meryl Streep e Anne Hathaway.
- Nella serie Tv I Soprano.[18]
- Nell'universo di Detective Conan, i membri dell'organizzazione degli Uomini in nero sono nominati con il nome di alcolici e superalcolici, tra cui Chianti, un'abile cecchina.